# Tina Kay
Tina Kay (* 23. April 1985 in Alytus, Litauen) ist eine litauische Pornodarstellerin und -regisseurin.

## Leben
Kay wurde 1985 in der Stadt Alytus, der Hauptstadt der gleichnamigen Provinz, in der damaligen Litauischen Sozialistischen Sowjetrepublik geboren. Ab ihrem 16. Lebensjahr begann sie als Model zu arbeiten, nachdem sie von einer Talentagentur an ihrer Schule angeworben worden war. Bald darauf zog sie nach Großbritannien.
Im Alter von 21 Jahren begann sie ausschließlich als Erotik-Model zu arbeiten. 2007 wird sie Penthouse Pet in USA und Deutschland. 2013 wechselt sie in die Pornografie, wobei sie zunächst ausschließlich lesbische Szenen dreht.
Nach und nach erlangte sie mehr Bekanntheit in der britischen Erotik-Industrie, was ihr die Türen für Aufnahmen zu Produktionsfirmen wie Doghouse Digital, New Sensations, Evil Angel, Digital Playground, Naughty America, Brazzers und Marc Dorcel öffnete.
2014 wurde sie mit dem UKAP-Preis für die Künstlerin des Jahres ausgezeichnet.
2016 erhielt sie neben Jasmine Jae, Mia Malkova und Danny D ihre erste AVN-Award-Nominierung in der Kategorie „Beste Sexszene einer ausländischen Produktion“ für den Film League of Frankenstein.
Seit 2019 ist sie auch als Regisseurin tätig.
Bis heute hat sie laut Internet Adult Film Database in mehr als 700 Filmen und Szenen mitgewirkt (Stand: Oktober 2022).

## Auszeichnungen
- 2014: UKAP Award — Female Performer of the Year
- 2019: XBIZ Europa Award — Best Sex Scene – Lesbian, (in: „Taste of a Woman“)
- 2020: XBIZ Award — Foreign Female Performer of the Year[4]

## Filmografie (Auswahl)
- Stockings and Lace Two (2013)
- League of Frankenstein (2015)
- Explore My Tight Ass 3 (2017)
- MILFs (2017)
- Hot Ass MILFs (2017)
- The Deceiver (2017)
- Queen of Throne (2017)
- Girls With Guns (2018)
- Poon Raider (2018)
- The Joy of Anal Pleasure (2018)
- Hot & Horny Cougars Vol. 7  (2018)
- Tina Sex Addict (2018)
- Scandal In the Locker Room (2018)
- 40 ans, Déjà Veuve (2018)
- The Perverted Dancer (2018)
- Soldiers In Ass-ghanistan (2018)
- Dangerous Women (2019)
- Sex 4 Rent 6 (2019)
- Insatiable Beauties (2019)
- Escort No. 5 (2019)
- Elements (2019)
- Fantasstic DP #37, 32, 28, 12, 5
- Rocco's True Stories (2019)
- Big Tits in Lingerie (2019)
- Daddy's Sexual Desires 3 (2019)
- No Mercy for Mankind (2019)
- The Secretary's Nights (2019)
- 5 PM (2019)
- Hitch (2019)
- The Dommes Next Door (2020)
- Her Limit 8 (2020)
- Russian Institute: The Headmistress' Daughter (2020)
- Anal Virtue (2020)
- Naughty Office Vol. 68 (2020)
- Foot Art #20 (2020)
- Fucking With Friends 13 (2020)
- My Lesbian Friends (2020)
- Their Little Secrets (2020)
- FantASStic DP #48 (2020)
- Holes Filled With Toys (2020)
- Young Harlots: Break the Rules (2020)
- Swinging Bi-Style 2 (2020)
- A Latex Family Secret (2020)
- A Step Too Far! (2020)
- Family Secrets – The Au Pair (2020)
- Dr. Lacey Sex Therapist 2 (2020)
- Footsie Babes : More Foot Fetish 23 (2021)
- Lez Nymphos (2021)
- Baby Got Boobs Vol. 22 (2021)